# 特里布塞斯
特里布塞斯（德語：Tribsees，發音：[ˈtʁiːpˌzeːs] ⓘ）是德国梅克伦堡-前波美拉尼亚州前波美拉尼亚-吕根县的城市，面积54.98平方千米，2023年12月31日人口为2,694人。